# Olympische Winterspiele 1994/Teilnehmer (Griechenland)
| Gelbes Symbol für Goldmedaillen mit stilisierten Olympischen Ringen | Graues Symbol für Silbermedaillen mit stilisierten Olympischen Ringen | Braundes Symbol für Bronzemedaillen mit stilisierten Olympischen Ringen |
| ------------------------------------------------------------------- | --------------------------------------------------------------------- | ----------------------------------------------------------------------- |
| —                                                                   | —                                                                     | —                                                                       |

Griechenland nahm an den Olympischen Winterspielen 1994 im norwegischen Lillehammer mit einer Delegation von neun Athleten in fünf Disziplinen teil, davon sieben Männer und zwei Frauen. Ein Medaillengewinn gelang keinem der Athleten.
Fahnenträgerin bei der Eröffnungsfeier war die Skirennläuferin Thomai Lefousi.

## Teilnehmer nach Sportarten

### Biathlon
| Athleten            | Wettbewerbe  | Zeit        | Fehler      | Rang |
| ------------------- | ------------ | ----------- | ----------- | ---- |
| Männer              |              |             |             |      |
| Athanasios Tsakiris | 10 km Sprint | 32:21,5 min | 3 (0+3)     | 56   |
| Athanasios Tsakiris | 20 km Einzel | 1:01:51,7 h | 1 (0+0+0+1) | 37   |

### Bob
| Athleten                          | Wettbewerb | Lauf 1  | Lauf 1 | Lauf 2  | Lauf 2 | Lauf 3  | Lauf 3 | Lauf 4  | Lauf 4 | Gesamt      | Gesamt |
| Athleten                          | Wettbewerb | Zeit    | Rang   | Zeit    | Rang   | Zeit    | Rang   | Zeit    | Rang   | Zeit        | Rang   |
| --------------------------------- | ---------- | ------- | ------ | ------- | ------ | ------- | ------ | ------- | ------ | ----------- | ------ |
| Männer                            |            |         |        |         |        |         |        |         |        |             |        |
| Greg Sebald Marinos Christopoulos | Zweierbob  | 54,83 s | 36     | 54,83 s | 35     | 55,03 s | 36     | 54,71 s | 32     | 3:39,40 min | 34     |

### Rennrodeln
| Athlet       | Wettbewerb | Lauf 1       | Lauf 1 | Lauf 2   | Lauf 2 | Lauf 3   | Lauf 3 | Lauf 4   | Lauf 4 | Gesamt       | Gesamt |
| Athlet       | Wettbewerb | Zeit         | Rang   | Zeit     | Rang   | Zeit     | Rang   | Zeit     | Rang   | Zeit         | Rang   |
| ------------ | ---------- | ------------ | ------ | -------- | ------ | -------- | ------ | -------- | ------ | ------------ | ------ |
| Frauen       |            |              |        |          |        |          |        |          |        |              |        |
| Greta Sebald | Einsitzer  | 1:43,585 min | 24     | 50,824 s | 23     | 49,777 s | 19     | 49,955 s | 18     | 4:14,141 min | 24     |
| Männer       |            |              |        |          |        |          |        |          |        |              |        |
| Spyros Pinas | Einsitzer  | 51,996 s     | 25     | 52,170 s | 25     | 51,782 s | 23     | 51,864 s | 23     | 3:27,812 min | 24     |

### Ski Alpin
| Athleten       | Wettbewerbe | 1. Lauf     | 1. Lauf | 2. Lauf | 2. Lauf | Gesamt | Gesamt |
| Athleten       | Wettbewerbe | Zeit        | Rang    | Zeit    | Rang    | Zeit   | Rang   |
| -------------- | ----------- | ----------- | ------- | ------- | ------- | ------ | ------ |
| Frauen         |             |             |         |         |         |        |        |
| Thomai Lefousi | Slalom      | 1:12,16 min | 35      | DNF     | DNF     | DNF    | DNF    |

### Skilanglauf
| Athleten           | Wettbewerbe      | Zeit        | Rang |
| ------------------ | ---------------- | ----------- | ---- |
| Männer             |                  |             |      |
| Nikos Anastasiadis | 10 km klassisch  | 31:00,3 min | 86   |
| Nikos Anastasiadis | 15 km Verfolgung | 51:23,9 min | 73   |
| Nikos Anastasiadis | 30 km Freistil   | 1:30:54,7 h | 68   |
| Nikos Kalofiris    | 10 km klassisch  | 30:17,0 min | 82   |
| Nikos Kalofiris    | 15 km Verfolgung | DNF         | DNF  |
| Nikos Kalofiris    | 30 km Freistil   | 1:36:30,5 h | 70   |
| Christos Titas     | 10 km klassisch  | 30:37,0 min | 83   |
| Christos Titas     | 30 km Freistil   | 1:36:41,5 h | 71   |